# Albert Schmidt (Theologe)

Albert Schmidt

Albert Schmidt (* 1. August 1893 in Hagen; † 20. November 1945 in Werther (Westfalen)) war ein evangelischer Pfarrer und Politiker (CSVD).

## Leben
Albert Schmidt studierte ab 1913 Theologie in Bonn, wo er ab dem Wintersemester 1913/14 der Burschenschaft Alemannia angehörte, unterbrochen durch den Kriegsdienst, zu dem er sich als Freiwilliger gemeldet hatte. Wegen besonderer Tapferkeit wurde er mehrfach ausgezeichnet. Als einer von wenigen Offizieren wurde er bei Kriegsende zum Vorsitzenden eines Soldatenrates gewählt. In der Versammlung der Arbeiter- und Soldatenräte im Zirkus Busch in Berlin am 10. November 1918 und in Gesprächen mit Friedrich Ebert unterstützte er die Mehrheitssozialdemokraten gegen die Unabhängigen Sozialdemokraten. Im Dezember 1918 schloss er sich der Deutschen Volkspartei (DVP) an. 1919 nahm er das Theologiestudium in Gießen, danach in Münster (Westfalen) wieder auf. 1919 wurde er Mitglied der Burschenschaft Alemannia Münster. 1922 wurde er mit einer pazifismuskritischen Dissertation über „Die Weltanschauung des Pazifismus im Lichte des christlichen Glaubens“ zum Licentiaten promoviert.
Von 1923 bis 1925 war er zunächst als Gemeindepfarrer in Bottrop-Eigen tätig, dann in der Bochumer Altstadtgemeinde. Dort wirkte er von 1926 bis 1938 an der Christuskirche. Schmidt setzte sich auch politisch ein, so war er für den Christlichen Volksdienst von 1924 bis 1926 Stadtverordneter in Bottrop, gehörte von 1929 bis 1933 als Mitglied dem Provinziallandtag und dem Provinzialausschuss Westfalen an. Er war Mitgründer und Vorsitzender des Landesverbandes Westfalen des CSVD. In den Jahren 1930 bis 1933 vertrat er als Abgeordneter den Evangelischen Volksdienst (EVD) im Reichstag, wo er wie alle Abgeordneten des CSVD auch für Hitlers Ermächtigungsgesetz stimmte.
Nach der „Machtergreifung“ verdammte Albert Schmidt öffentlich die Gewalttaten der SA. Er wurde „zu einem der mutigsten Prediger der Bekennenden Kirche in Bochum und darüber hinaus in ganz Westfalen“. Am 13. November 1938 wurde er von der Gestapo noch in der Sakristei seiner Kirche verhaftet, nachdem er von der Kanzel über die Verwüstungen in der Wohnung seines „judenchristlichen“ Freundes und Amtsbruders Hans Ehrenberg beim Novemberpogrom berichtet hatte, obwohl er Gestapo-Beamte unter seinen Zuhörern wusste. Nach einmonatiger Haft wurde der stark zuckerkranke Schmidt aus Bochum ausgewiesen und mit Redeverbot belegt. Er zog ins westfälische Werther, wo er schwerkrank 1940 seine Pfarrtätigkeit vom Rollstuhl aus wieder aufnehmen durfte. Die Wertheraner ev. Kirchengemeinde hatte sich 1934 mit großer Mehrheit in der Gemeindevertretung der westfälischen Bekenntnissynode unterstellt. Im Jahr 1945 gehörte er zu den Mitbegründern der CDU. Er starb am 20. November 1945 im Alter von 52 Jahren in Werther an den Folgen seiner Krankheit.
Im Gedenken an ihn und ihm zu Ehren wurde 1947 die frühere Bochumer Roonstraße in Schmidtstraße umbenannt. Ebenso trägt das Seniorenheim der Diakonie Ruhr im Bochumer Stadtteil Griesenbruch seinen Namen.
Am 11. November 2019 wird für Schmidt in Bochum ein Stolperstein verlegt, mit denen seit einiger Zeit auch Überlebende geehrt werden. Zugleich erhält Ehrenberg einen Stolperstein. Die Stolpersteine liegen vor der Pauluskirche Bochum, die zu der Gemeinde der beiden Pfarrer gehörte.